# Cabo de Santo André
El cabo de San Andrés (en portugués: Cabo de Santo André) es un cabo situado en la costa norte de Portugal continental, en Santo André, concelho de Póvoa de Varzim.
Con casi toda seguridad, es el antiguo "Promontorium Avarus" romano descrito por el geógrafo Ptolomeo, de Grecia Antigua, en el territorio de los Callaici Bracares, entre el río Avus (río Ave) y el río Nebis (río Neiva).
El lugar del cabo evidencia romanización. En el cabo se encuentra la capilla de Santo André, devoción de los pescadores poveiros.